# Aplosonyx nigripennis
Aplosonyx nigripennis es un coleóptero de la familia Chrysomelidae. Fue descrita científicamente por primera vez en 1884 por Jacoby.